# غريبة (فلم)
غريبة هو فيلم مصري من إنتاج سنة 1958.
قصة الفيلم مأخوذة من الفيلم الأمريكي المراهقة الثائرة المنتج عام 1956.

## قصة الفيلم

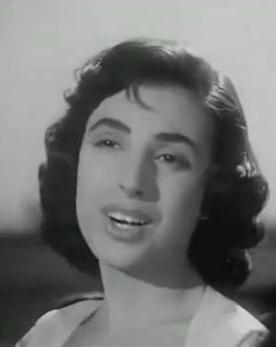
نجاة تغني "بان عليا حبه".

فتاة وحيدة (نجاة) لأبوين مطلقين. الأب (أحمد مظهر) لا يتزوج إكراماً لابنته. الفتاة تسافر إلى بيت أمها (عقيلة راتب)، التي تزوجت بعد الطلاق من رجل مرموق (عماد حمدي)، وأنجبت منه طفلاً. لا ترتاح البنت في بيت زوج أمها، خصوصاً من أخيها لأمها الذي يزعجها. تحاول الأم وزوجها تقريبها من ابن الجيران (أحمد رمزي)، ورغم أنهما يحبان بعضهما، لكن الفتاة تكتشف أنه على علاقة بفتاة أخرى، وتُصدم ثانية عندما تعرف أن لقاءهما كان بترتيب من أهلها. وتصدم لثالث مرة عندما تهرب إلى بيت أبيها، وتكتشف أنه تزوج امرأة أخرى. لكنها تتزوج حبيبها أخيرا ً.

## بطولة
| - نجاة الصغيرة - عماد حمدي - أحمد رمزي - أحمد مظهر | - عقيلة راتب - رجاء الجداوي - زوزو ماضي | - زكي إبراهيم - حسين إسماعيل - ليلى صادق - فريدة فهمي |

## أغاني الفيلم
ألف أغاني الفيلم كل من أحمد رامي، ومرسي جميل عزيز، وصلاح جاهين، ولحنها كل من رياض السنباطي، وكمال الطويل، ومحمد الموجي.

## وصلات خارجية
- مقالات تستعمل روابط فنية بلا صلة مع ويكي بيانات
- غريبة على موقع الدهليز
- غريبة على موقع كاروهات